# Bildundervisning i Sverige
Bildundervisning eller bild, tidigare teckning, innebär att förmedla förmågan att uttrycka sig i ämnet bild. Den svenska grundskolans kursplan från 2022 framhåller att vi ständigt omges av "bilder som informerar, övertalar, underhåller och ger oss estetiska och känslomässiga upplevelser." Bildämnets syfte är att "eleverna utvecklar kunskaper om hur bilder skapas och tolkas" och upplever "visuell kultur i form av film, fotografi, design, konst, arkitektur och miljöer."
Detta kan till exempel bestå i att ha praktiska övningar i färdigheten att avbilda föremål, levande varelser eller abstrakta former, men också att utveckla elevernas fantasi och kreativitet för att finna ett personligt sätt att uttrycka sig. Eleverna skall därför få tillfälle att prova på olika sätt att tillverka bilder, både med traditionella konstnärliga metoder så som med teckning, målning, skulptur, collage men också med moderna elektroniska metoder; digitalfoto, video och digitalt måleri med hjälp av dator.
Bildundervisning skall även bestå av teoretiskt kunskap som till exempel bildkommunikation, bildanalys och kunskap om bildernas, mediernas, formgivningens och arkitekturens historia.

## Historia
Ämnet Bild finns beskrivet från och med Läroplan för grundskolan 1980. Tidigare, under 1800-talet och 1900-talets första hälft fanns ämnet Teckning som främst byggde på ett yrkesinriktat ritande av geometriska former, perspektiv och konstruktion med passare och linjal, men också så småningom på "det fria skapandet" som pedagogisk idé.  
Med det utvidgade begreppet och ämnet "Bild" kom ämnet att innefatta moderna media och tekniker samt modern bildkommunikation. 
En mer detaljerad nationell kursplan för bildämnet skapades för första gången med 1994 års läroplansreform. I den beskrivs ämnets karaktär och uppgift som sådan: "Grundläggande för undervisningen är att eleven utvecklar sin förmåga att skapa och kommunicera med bilder. Undervisningen skall stärka elevernas lust att arbeta med bilder. Den skall möta deras behov att bearbeta och gestalta iakttagelser och uttrycka åsikter, känslor och erfarenheter i ett bildspråk och utveckla deras känsla för bildens uttryckssätt."
Den år 2011 införda kursplanen, som gällde till 2022, har en snarlik beskrivning: "Utbildningen i ämnet syftar till att utveckla såväl kunskaper om bilden som kunskaper i att framställa, analysera och kommunicera med bilder. Den skall utveckla lust, kreativitet och skapande förmåga, ge allmänbildning inom bildområdet och leda till att eleven skaffar sig en egen ståndpunkt i en verklighet med stort visuellt informationsflöde."